# Ficus amplissima
Ficus amplissima là một loài thực vật có hoa trong họ Moraceae. Loài này được Sm. mô tả khoa học đầu tiên năm 1810.